# Canari
Canari település Franciaországban, Haute-Corse megyében. Lakosainak száma 311 fő (2022. január 1.). Canari Barrettali, Ogliastro és Pietracorbara községekkel határos.

## Népesség
A település népességének változása:
| Lakosok száma | 583  | 331  | 291  | 325  | 310  | 302  | 312  | 318  | 316  | 311  |
|               | 1968 | 1982 | 1990 | 2006 | 2013 | 2015 | 2017 | 2019 | 2020 | 2022 |